# Reentry (Erkenntnistheorie)
Als Re-entry wird eine Operation im Kalkül Laws of Form von George Spencer Brown bezeichnet, durch welche eine Unterscheidung auf der einen Seite der Unterscheidung wieder eingeführt wird.

## Beschreibung
Spencer Brown unterscheidet in seinem Kalkül bei Unterscheidungen zwischen einer inkludierten bezeichneten (marked space) und einer exkludierten nicht bezeichneten Seite (unmarked space). Er spricht von einem re-entry, wenn die Unterscheidung in die bezeichnete Seite hineinkopiert wird.

## Anwendungen
Niklas Luhmann hat das Konzept in seiner Theorie adaptiert. Luhmann interpretiert diese Operation in seiner Systemtheorie als Beobachtung: Ein Beobachter unterscheidet etwas vom Rest der Welt und benennt das so Unterschiedene, während er zugleich die zugrunde gelegte Unterscheidung und den Rest der Welt nicht benennen kann. Dadurch ist das beobachtende System in der Lage, die Operation der Unterscheidung in sich selbst zu behandeln, wodurch a) eine beobachtete Unterscheidung und b) eine beobachtende Unterscheidung entsteht. Das Beobachterdilemma – wonach dieser bei jeder Beobachtung etwas (anderes) aus dem Blick verliert – wird damit (soziologisch) gelöst.

### Beispiel
Risiko beruht auf der Unterscheidung Risiko/Gefahr; (jenseits dieser Unterscheidung ist Schicksal). Innerhalb der Unterscheidung ist es ein Risiko, das Risiko zu ignorieren. Wenn ich einer Gefahr vorbeugen kann, verkleinere ich das Risiko. Wenn ich das Risiko eingehe, das Risiko nicht wahrzunehmen, mache ich mich schuldig. Das Risiko ist also sekundär keine Option, wie es primär noch erscheint.